# Горгонія
Горгонія (дівиця Горгонія) - у слов'янських книжкових легендах діва з волоссям у вигляді змій, що походить від античної Медузи-горгони. Лік Горгонії прекрасний, але смертоносний, вона знає мову усіх живих істот. Герої стараються добути голову Горгонії, щоб отримати чудесний засіб, який дає перемогу над будь-яким ворогом, але вдається це тільки найсильнішому та найвідважнішому. Іконографія голови Горгонії - характерна риса популярних візантійських та давньоруських амулетів - "змійовиків".